# 環索線
环索线（strophoid）是几何学中的一種曲線，由給定曲線C、點A（固定點）及點O（極點），依以下方式產生：令L是通過O，和曲線C的交點為K的變動直線。令P1和P2是直線L上的兩點，這兩點到K的距離和A到K的距離相同（因此A、P1、P2在圓心為O為圓上）。P1、P2的轨迹即為曲線C的环索线，相對於極點O及固定點A。
其中AP1和AP2會呈直角。
若C是直線，A在C上，而O不在C上，此曲線稱為斜環索線（oblique strophoid）。若OA和C垂直，此曲線則稱為正環索線（right strophoid），正環索線也稱為logocyclic curve或葉狀線（foliate）。

## 方程式

### 極坐標
令曲線C的極坐標方程為{\displaystyle r=f(\theta )}，其中原點為O，令A的直角坐標為(a, b)，若{\displaystyle K=(r\cos \theta ,\ r\sin \theta )}是曲線上的一點，K到A的距離為
{\displaystyle d={\sqrt {(r\cos \theta -a)^{2}+(r\sin \theta -b)^{2}}}={\sqrt {(f(\theta )\cos \theta -a)^{2}+(f(\theta )\sin \theta -b)^{2}}}}.
在OK線上的點，其極座標角度為{\displaystyle \theta }，線上和點K距離為d的點，和原點的距離為{\displaystyle f(\theta )\pm d}。因此，環索線的方程如下
{\displaystyle r=f(\theta )\pm {\sqrt {(f(\theta )\cos \theta -a)^{2}+(f(\theta )\sin \theta -b)^{2}}}}

### 另一種極座標公式
若C是極點為O和A的麥克勞林分角線時，可以用以下的極座標公式。
令O為原點，A為點(a, 0)，令K為曲線上一點，線OK和X軸的夾角為{\displaystyle \theta }，而 {\displaystyle \vartheta }是線AK和和X軸的夾角。假設{\displaystyle \vartheta }可以表示為{\displaystyle \theta }的函數，假設{\displaystyle \vartheta =l(\theta )}。令{\displaystyle \psi }是K的角度，則{\displaystyle \psi =\vartheta -\theta }。可以用正弦定律，將r用l來表示。因為
{\displaystyle {r \over \sin \vartheta }={a \over \sin \psi },\ r=a{\frac {\sin \vartheta }{\sin \psi }}=a{\frac {\sin l(\theta )}{\sin(l(\theta )-\theta )}}}。
令P1和P2是OK線上和K點的距離等於AK的點，調整編號使{\displaystyle \psi =\angle P_{1}KA}，且{\displaystyle \pi -\psi =\angle AKP_{2}}。{\displaystyle \triangle P_{1}KA}是頂角為{\displaystyle \psi }的等腰三角形，剩下的兩角{\displaystyle \angle AP_{1}K}和{\displaystyle \angle KAP_{1}}角度為{\displaystyle (\pi -\psi )/2}。AP1線和x軸角度為 
{\displaystyle l_{1}(\theta )=\vartheta +\angle KAP_{1}=\vartheta +(\pi -\psi )/2=\vartheta +(\pi -\vartheta +\theta )/2=(\vartheta +\theta +\pi )/2}。
同理可得AP2和x軸的角度為 
{\displaystyle l_{2}(\theta )=(\vartheta +\theta )/2}.
環索線的極座標式可以表示以下有l1及l2的式子：
{\displaystyle r_{1}=a{\frac {\sin l_{1}(\theta )}{\sin(l_{1}(\theta )-\theta )}}=a{\frac {\sin((l(\theta )+\theta +\pi )/2)}{\sin((l(\theta )+\theta +\pi )/2-\theta )}}=a{\frac {\cos((l(\theta )+\theta )/2)}{\cos((l(\theta )-\theta )/2)}}}
{\displaystyle r_{2}=a{\frac {\sin l_{2}(\theta )}{\sin(l_{2}(\theta )-\theta )}}=a{\frac {\sin((l(\theta )+\theta )/2)}{\sin((l(\theta )+\theta )/2-\theta )}}=a{\frac {\sin((l(\theta )+\theta )/2)}{\sin((l(\theta )-\theta )/2)}}}
若l是{\displaystyle q\theta +\theta _{0}}，曲線C是極點為O和A的麥克勞林分角線，此時，l1和l2會有相同的型式，因此環索線可以是另一個麥克勞林分角線，或是一對這類的曲線。若原點往右移a的位置，也會有較簡單的極座標方程。

## 特例

### 斜環索線
令C是通過A點的直線。依照上式的表示法，{\displaystyle l(\theta )=\alpha }，其中{\displaystyle \alpha }為常數，則{\displaystyle l_{1}(\theta )=(\theta +\alpha +\pi )/2}且{\displaystyle l_{2}(\theta )=(\theta +\alpha )/2}。相對原點O點環索線的極座標（斜環索線）方程為
{\displaystyle r=a{\frac {\cos((\alpha +\theta )/2)}{\cos((\alpha -\theta )/2)}}}
以及
{\displaystyle r=a{\frac {\sin((\alpha +\theta )/2)}{\sin((\alpha -\theta )/2)}}}.
可以確定上式二式描述的是同一條直線。
將原點移到A點，用−a代替a，可得
{\displaystyle r=a{\frac {\sin(2\theta -\alpha )}{\sin(\theta -\alpha )}}},
旋轉角度{\displaystyle \alpha }後可得
{\displaystyle r=a{\frac {\sin(2\theta +\alpha )}{\sin(\theta )}}}.
在直角坐標系，調整常數的參數，可得
{\displaystyle y(x^{2}+y^{2})=b(x^{2}-y^{2})+2cxy}.
是三次曲線，在極座標下是有理函數，其叉點在(0, 0)，漸近線為直線y=b。

### 正環索線
將{\displaystyle \alpha =\pi /2}代入下式
{\displaystyle r=a{\frac {\sin(2\theta -\alpha )}{\sin(\theta -\alpha )}}}
可得
{\displaystyle r=a{\frac {\cos 2\theta }{\cos \theta }}=a(2\cos \theta -\sec \theta )}.

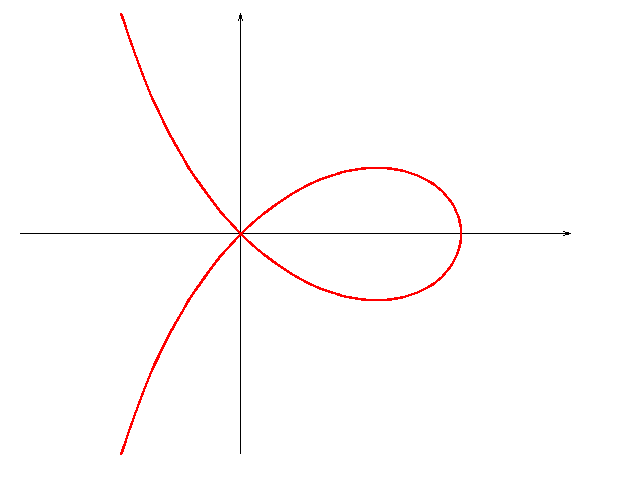
正環索線

此即為正環索線，對應直線C為y軸，A點為原點，O點為點(a,0)的情形。
笛卡尔坐标系方程為 
{\displaystyle y^{2}=x^{2}(a-x)/(a+x)}.
此曲線為笛卡儿叶形线，直線x = −a是二個分支的渐近线。此曲線還有二條漸近線，分別是複數平面上的
{\displaystyle x\pm iy=-a}。

### 圓
令圓C是通過O和A的圓，其中O為原點，A的座標為(a, 0)。依以上的表示法，{\displaystyle l(\theta )=\alpha +\theta }，其中{\displaystyle \alpha }是常數。則{\displaystyle l_{1}(\theta )=\theta +(\alpha +\pi )/2}以及{\displaystyle l_{2}(\theta )=\theta +\alpha /2}，所得相對於圓O環索線（oblique strophoid）的極座標方程為
{\displaystyle r=a{\frac {\cos(\theta +\alpha /2)}{\cos(\alpha /2)}}}
及
{\displaystyle r=a{\frac {\sin(\theta +\alpha /2)}{\sin(\alpha /2)}}}.
這是二個通過O和A，在C點形成角度{\displaystyle \pi /4}的圓。

## 外部連結
维基共享资源上的相關多媒體資源：環索線